# Sky Wings
Sky Wings was een Griekse luchtvaartmaatschappij met haar hoofdkwartier in Voula. De luchtvaartmaatschappij werd opgericht in 2004 en startte haar activiteiten in juni 2006.
De aandelen van Sky Wings waren in handen van Griekse (51%) en Oekraïense investeerders, Khors Aircompany (49%). In december 2012 schortte Sky Wings haar vluchten op en gaf de rechten van de lijnvluchten over aan Khors Aircompany.